# Састобенська селищна адміністрація
Састо́бенська селищна адміністрація (каз. Састөбе кенттік әкімдігі, рос. Састобенская поселковая администрация) — адміністративна одиниця у складі Тюлькубаського району Туркестанської області Казахстану. Адміністративний центр — селище Састобе.
Населення — 7572 особи (2021; 7705 у 2009, 7533 у 1999, 7324 у 1989).
Станом на 1989 рік існували Састобинська селищна рада (смт Састобе) та Нижньомашатська сільська рада (села Єнбек, Кизилту, Сергієвка). 1997 року було ліквідовано Нижньо-Машатський сільський округ, села Интимак та Кзилту передано до складу Састобинського селищного округу, село Єнбек — до складу Машатського сільського округу.

## Склад
До складу округу входять такі населені пункти:
| Населений пункт | Колишні назви | Населення, осіб (1989) | Населення, осіб (1999) | Населення, осіб (2009) | Населення, осіб (2021) |
| --------------- | ------------- | ---------------------- | ---------------------- | ---------------------- | ---------------------- |
| Интимак, село   | Сергієвка     | 1418                   | 1606                   | 1598                   | 1523                   |
| Кзилту, село    | Кизилту       | 408                    | 457                    | 721                    | 461                    |
| Састобе, селище | -             | 5498                   | 5470                   | 5386                   | 5588                   |